# Dicksonska palatset

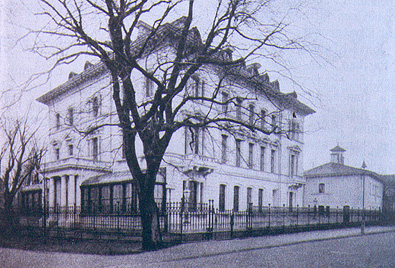
Dicksonska palatset.

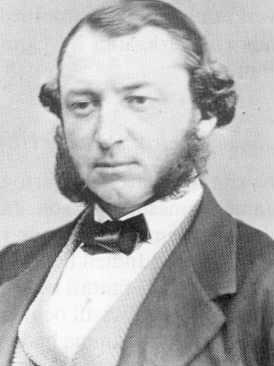
Byggherren Oscar Dickson.

Dicksonska palatset, även Dicksonska villan är en trevåningsbyggnad av sten i florentinsk nyrenässansstil uppförd av friherre Oscar Dickson 1862 i korsningen av Södra Vägen och Nya Allén, med adress Parkgatan 2 i Göteborg. Huset är 928 kvadratmeter stort. Det är byggnadsminne sedan 21 december 1973.

## Hallska barackerna
Innan Dickson uppförde byggnaden vid Exercisheden låg här de så kallade Hallska barackerna, vilka inrymde delar av Gustav IV Adolfs lantvärn. På den tiden var området en sumpmark. Barackerna hade från början uppförts med tanke på de människor som blev utan bostad vid den stora stadsbranden 1804. Upphovsmannen var John Hall d.y.

## Bostaden byggs
Byggmästare var Philip Jacob Rapp (1820-1917) och arkitekt William Allen Boulnois från England, som ungefär samtidigt ritade fastigheten Överås vid Danska vägen för Oscar Dicksons bror James Dickson. Arbetet igångsattes 1859 och när byggnaden stod klar hade den trettiotalet rum. En väldig trapphall byggdes mitt i huset; den gick rakt upp genom de tre våningarna med rum och salonger grupperade runt omkring. Möblemang och textilier var av mycket dyrbart slag. Stora salongen var det förnämsta rummet, och här pryddes väggarna av reliefer i stuck, utförda av italienaren Bellini. Golvet av cederträd från Libanon var lagt i stjärnmönster. Jättelika väggspeglar, kristallkronor, påkostade möbler, kornischer i guld och draperade tofsbehängda gardiner i engelska tyger gjorde salongen till ett gyllene gemak. 
Oscar Dickson bodde i villan fram till sin död 1897, då palatset kom i makan Marikas ägo fram till hennes död 1917, då sonen Osborn övertog fastigheten. Han avled 1921 och blev han den siste medlemmen av släkten Dickson som bodde i huset.

## Palatset blir hushållsskola
Den 28 januari 1923  övertogs fastigheten av hushållsskolan Margaretaskolan som drev restaurangrörelse samt hade festvåning. Det var Hanna Lindmark som köpte villan för sin hushållsskola. I det delvis ombyggda och renoverade palatset öppnade hon sin åttonde Margaretaskola. Lokalerna i första våningen användes för matservering, och i den tredje våningen var de tidigare tjänsterummen omgjorda till små hotellrum.
Varje kurs varade i två till tre månader. Skolan hade en kristlig anknytning och ansågs vara av hög klass. Det betraktades också vara fint att gå på Margaretaskolan. Förutom hushållsskolan hade man också restaurang, festvåningar, konditori, bageri, uthyrningsrum och en butik som låg i Dicksons gamla stall bakom huvudbyggnaden. På 1920-talet kostade en middag cirka 1,25 kronor.

## Skolan blir kontor
Hushållsskolan upphörde i mitten av 1940-talet, efter svårigheter med ransoneringarna under krigsåren, men restaurangdelen fortsatte. Den 4 april 1968 beslöt stadsfullmäktige om att köpa huset av fastighets AB Göta Lejon för 2,1 miljoner kronor. Byggnaden restaurerades året därpå. Kommunen blev då arrendator med Turistbyrån och Stora Teaterns kansli som hyresgäster. År 1970 förvärvade Göteborgs stad fastigheten av Göta Lejon. Den förvaltas numera av Higab.

## Prominenta gäster under åren
Bland de mer kända gästerna i huset märks Oscar II och Nordostpassagens upptäckare, Adolf Erik Nordenskiöld, vars resor till stor del bekostades av byggherren. Kung Karl XV gick här husesyn och irriterades uppenbart av lyxen, enligt anteckningar gjorda av hans hovmarskalk. Bland annat var huset utrustat med vattentoalett.

## Upprustning
Under åren 2022–2023 rustas Dicksonska palatset upp och byggnaden kommer därefter att användas för publik verksamhet, där de två nedersta våningarna används för restaurang- och festverksamhet. Delar som förändrats under årens lopp kommer att återställas i ursprungligt skick, bland annat återskapas orangeriet med nya glaspartier och glastak i enlighet med ursprungligt utseende. Arbetet utförs av byggnadsfirman F O Peterson & Söner.